# Ercitite
La ercitite è un minerale.

## Etimologia
Il nome è in onore del mineralogista e geologo canadese Timothy Scott Ercit (1957- ), specialista delle pegmatiti granitiche e degli ossidi.